# Science-Fiction-Jahr 1923
Übersicht

◄◄ | ◄ | 1919 | 1920 | 1921 | 1922 | Science-Fiction-Jahr 1923 | 1924 | 1925 | 1926 | 1927 | ► | ►►

Weitere Ereignisse

## Neuerscheinungen Literatur
| Deutscher Titel                | Deutschsprachiges Erscheinungsjahr | Originaltitel | Autor                   | Anmerkungen |
| ------------------------------ | ---------------------------------- | ------------- | ----------------------- | ----------- |
| Der letzte Atlantide           | –                                  | –             | Friedrich Wilhelm Mader |             |
| Der Meister des jüngsten Tages | –                                  | –             | Leo Perutz              |             |
| Die Tote Stadt                 | –                                  | –             | Friedrich Wilhelm Mader |             |
| Menschen, Göttern gleich       | 1927                               | Men Like Gods | H. G. Wells             | Rezension   |

## Neuerscheinungen Filme
| Deutscher Titel       | Deutschsprachiges Erscheinungsjahr | Originaltitel | Regie       | Anmerkungen |
| --------------------- | ---------------------------------- | ------------- | ----------- | ----------- |
| Die schöne Unbekannte |                                    | Black Oxen    | Frank Lloyd |             |

## Neuerscheinungen Zeitschriften/Fanzines
- Weird Tales,  mit Unterbrechungen bis dato

## Geboren
- Lloyd Biggle, jr. († 2002)
- Henry Bings, Pseudonym von Heinz Bingenheimer († 1964)
- Jerome Bixby († 1998)
- Alexander Brändle († 1984)
- Italo Calvino († 1985)
- Paddy Chayefsky († 1981)
- Avram Davidson († 1993)
- Gordon R. Dickson († 2001)
- Nicholas Fisk († 2016)
- Berndt Guben († 1993)
- James Gunn († 2020)
- Cyril M. Kornbluth († 1958)
- Werner A. Kral († 2010)
- Péter Kuczka († 1999)
- Franz Kurowski († 2011)
- Judith Merril, Pseudonym von Judith Josephine Grossman († 1997)
- Heinz Mielke († 2013)
- Walter M. Miller, Jr. († 1996)
- Patrick Moore († 2012)
- Horst Müller († 2005)
- Harvey Patton († 1994)
- Jody Scott († 2007)
- Kurt Wilhelm († 2009)
- Lan Wright († 2010)

## Gestorben
- Gerdt von Bassewitz (* 1878)
- Arthur Brehmer (1858–1924)
- Rudolf Elcho (* 1839)
- Rudolf Hawel (* 1860)